# Kim Ki-young
Kim Ki-young (Seúl, 10 de octubre de 1919-Seúl, 5 de febrero de 1998) fue un guionista y director de cine surcoreano.

## Biografía
Kim Ki-young inició estudios de odontología en 1946, tras la Segunda Guerra Mundial. En la Escuela de odontología de Kyungsung conoció a la que sería su esposa, Kim Yu-bong. Ella financiaría gran parte de sus películas. Pronto abandona su carrera sanitaria y participa en proyectos teatrales. Sus primeras realizaciones cinematográficas denotan una importante influencia neorrealista italiana. Su novena película, La criada (1960) atestigua una nueva orientación en su obra cinematográfica, confirmada en sus realizaciones ulteriores.

## Comentario
Autor de una treintena de películas en cuarenta años de carrera (de 1955 a 1995), Kim Ki-young fue un director incomprendido en muchas partes del planeta, en especial en Europa. Sin embargo, su obra ha sido una referencia constante para las nuevas generaciones de cineastas surcoreanos. Jean-Michel Frodon ha señalado que uno de sus mayores admiradores es el cineasta Im Sang-soo.

## Filmografía
- 1955 : La provincia de Yangsan (Yangsan do)
- 1958 : First Snow (Choseol)
- 1960 : The Housemaid (Hanyo o La criada))
- 1963 : Los funerales de Koryo (Goryeo jang)
- 1964 : Asfalto
- 1969 : Renui aega
- 1971 : La mujer de fuego (Hwanyeo)
- 1972 : La mujer insecto (Chungyo)
- 1974 : Transgresión (Pagye)
- 1976 : Lazos de sangre (Hyeolyukae)
- 1977 : Iodo
- 1982 : La mujer de fuego 82 (Hwanyeo'82)
- 1984 : Carnívoro (Babo sanyan)